# Brambleton (Virginia)
Brambleton es un lugar designado por el censo situado en el condado de Loudoun, Virginia  (Estados Unidos). Según el censo de 2010 tenía una población de 9.845 habitantes. Se encuentra a 14 km al sur de Leesburg, 2.1 km al noroeste del Aeropuerto Internacional de Dulles. 

## Demografía
Según el censo de 2010, Brambleton tenía una población en la que el 60,6% eran blancos; el 6,8% afroamericanos; el 0,2% eran indios americanos y nativos de Alaska; el 25,9% eran asiáticos; el 0,1% hawaianos y otros isleños del Pacífico; el 1,6% de otra raza, y el 4,9% a partir de dos o más razas. El 5,9% del total de la población eran hispanos o latinos de cualquier raza.